# Strzeszewo (Ciechanów)
Pour les articles homonymes, voir Strzeszewo.
Strzeszewo (prononciation : [[stʂɛˈʂɛvɔ]]) est un village polonais de la gmina de Glinojeck dans le powiat de Ciechanów de la voïvodie de Mazovie dans le centre-est de la Pologne.

## Histoire
De 1975 à 1998, le village appartenait administrativement à la voïvodie de Ciechanów.